# Hundegræs-slægten
Hundegræs (Dactylis) er en slægt af tuede græsser med flerblomstrede småaks, der sidder i tætte nøgler i spidsen af toppens grene. 
Det danske navn skulle sigte til, at græsset ofte ædes af hunde.

## Arter
Der medregnes normalt kun en enkelt art i slægten Dactylis.
- Almindelig Hundegræs, Dactylis glomerata